# Venezuela zászlaja
Venezuela zászlaja Venezuela egyik nemzeti jelképe.

## Története
A megegyező szélességű sárga, kék és vörös sávokból álló zászlót 1836-ban vezették be. Azóta több alkalommal módosították a címert és a csillagok elrendezését. A hét csillag a függetlenségi harcot elindító hét tartományt jelképezte. A csillagok számát 2006-ban nyolcra változtatták.

## Leírása
A címeren látható emblémák a húsz tartomány egységét szimbolizálják (húsz részből álló gabonakéve), valamint a függetlenségért folytatott küzdelmet (zászlók és fegyverek) és a szabadságot (futó ló). A bőségszaruk az ország gazdagságát, jólétét, a babérkoszorú és a pálma a dicsőséget, illetve a békét jelképezik. A piros az ország függetlenségéért vívott harcban elesettek vérét, a sárga a gazdagságot, az aranyat, míg a kék a Venezuelát és (az anyaföld) Spanyolországot elválasztó óceánt jelképezi.